# Acer orbum
Acer orbum é uma espécie de árvore do gênero Acer, pertencente à família Aceraceae.